# 236 km (obwód pskowski)
236 km (ros. 236 км) – przystanek kolejowy w pobliżu miejscowości Cerkowszczina, w rejonie strugowskim, w obwodzie pskowskim, w Rosji. Położony jest na linii dawnej Kolei Warszawsko-Petersburskiej.